# Tjepintsi (distrikt i Bulgarien, Smoljan)
Tjepintsi (bulgariska: Чепинци) är ett distrikt i Bulgarien.   Det ligger i kommunen Obsjtina Rudozem och regionen Smoljan, i den södra delen av landet, 190 km sydost om huvudstaden Sofia.
I omgivningarna runt Tjepintsi växer i huvudsak blandskog. Runt Tjepintsi är det ganska glesbefolkat, med 25 invånare per kvadratkilometer.